# Nala Sopara
Nala Sopara là một thành phố và là nơi đặt hội đồng đô thị (municipal council) của quận Thane thuộc bang Maharashtra, Ấn Độ.

## Nhân khẩu
Theo điều tra dân số năm 2001 của Ấn Độ, Nala Sopara có dân số 184.664 người. Phái nam chiếm 54% tổng số dân và phái nữ chiếm 46%. Nala Sopara có tỷ lệ 79% biết đọc biết viết, cao hơn tỷ lệ trung bình toàn quốc là 59,5%: tỷ lệ cho phái nam là 77%, và tỷ lệ cho phái nữ là 82%. Tại Nala Sopara, 13% dân số nhỏ hơn 6 tuổi.